# Хайнрих VII фон Верденберг-Сарганс-Зоненберг
Хайнрих VII фон Верденберг-Сарганс-Зоненберг (на немски: Heinrich VII (IX/II), Graf von Werdenberg-Sargans-Sonnenberg; † сл. 1447) от род Верденберги е граф на Верденберг-Сарганс в днешна Швейцария и на Зонеберг в Австрия.

## Произход
Произлиза от рода на пфалцграфовете на Тюбинген. Той е син на граф Йохан I фон Верденберг-Сарганс († 1400) и съпругата му Анна фон Рецюнс († сл. 1392), дъщеря на Хайнрих V фон Рецюнс († 1372) и Аделхайд фон Белмонт († 1380), или вер. на Донат I фон Рецюнс († сл. 1345) и Маргарета ди Орело († сл. 1343). Внук е на граф Рудолф IV фон Верденберг-Сарганс († 1362, убит в Чиавена) и Урсула фон Фац († 1367). Правнук е на Рудолф II фон Верденберг-Сарганс († 1322 /1323).
Сестра му Кунигунда фон Верденберг († 5 февруари 1431) се омъжва за фрайхер Йохан II фон Цимерн († 21 януари 1441).

## Фамилия
Хайнрих VII се жени за графиня Агнес фон Мач († сл. 1464), сестра на Улрих IX фон Мач († 1480/1481), дъщеря на граф Улрих VI фон Мач-Кирхберг († 1443/1444) и Барбара фон Щаркенберг († 1425/1430), вдовица на рицар Улрих фон Фройндсберг († сл. 1415), дъщеря на Зигмунд фон Щаркенберг († 1397/1403) и Осана фон Емс († сл. 1407). Те имат пет деца:
- Вилхелм II фон Верденберг-Сарганс († 21 октомври 1489), женен за Ерентруд фон Щауфен
- Георг II фон Верденберг-Сарганс († 23 февруари 1504), женен I. лятото 1463 г. за Барбара фон Валдбург-Зоненберг († ок. 1514), II. за Анна фон Рецюнс († сл. 1463)
- Елизабет фон Верденберг-Сарганс († 23 август 1469), омъжена пр. 1 август 1446 г. за Ханс фон Рехберг († 13 ноември 1474), най-малкият син на Хайнрих фон Рехберг († 1437) и Агнес фон Хелфенщайн († сл. 1416)
- Верена фон Верденберг-Сарганс († пр. 1454), омъжена за Улрих VI фон Закс († сл. 1454)
- Анна фон Верденберг-Зарганс († 18 септември 14??)

Вдовицата му Агнес фон Мач се омъжва втори път пр. 25 юли 1455 г. за Улрих I фон Рехберг († 10 юли 1458), брат на зет ѝ Ханс фон Рехберг, син на Хайнрих фон Рехберг († 1437) и съпругата му Агнес фон Хелфенщайн († сл. 1416).